# Línea 740 (San Miguel)
La línea 740 de colectivos metropolitanos de Buenos Aires es una línea de transporte público de pasajeros perteneciente a la empresa La Primera de Grand Bourg del grupo empresario Rosario Bus. Circula por el Gran Buenos Aires.
Catalogada por los usuarios según referencias en la página de la empresa, como la peor del Gran Buenos Aires por sus demoras y fallas en el servicio.
Esta línea junto con las línea 440 y línea 315, pertenecieron a la empresa La Primera de Grand Bourg, y al municipio de San Miguel, desde la segunda mitad del siglo XX cuando la línea comenzó a circular, hasta el año 2011, momento en que se le quitó la concesión, y quedó al mando de la actual concesionaria. 
Tiene muchos recorridos troncales, pero su principal base se encuentra en la localidad de San Miguel.

## Unidades
Colores: Las unidades están pintadas totalmente de amarillo, con letras identificatorias en amarillo con fondo negro (nuevo estilo). Antes cuando el Municipio de San Miguel y LPGBSA tenían la concesión las unidades usaban otra librea:
- Antes de 2010: Unidades pintadas con un esquema en colores Azul, Rojo y Beige.
- Año 2011: Unidades pintadas totalmente de rojo.
- Año 2012: Unidades pintadas en turquesa y rojo.
- Año 2013-Actualidad: Unidades pintadas con el esquema amarillo usado en todas las líneas del grupo Rosario Bus.

Unidades en Circulación: 
Las unidades actualmente en circulación fueron ensambladas por carrocerías La Favorita (Gr1 y Gr2, en ambos casos sobre chasis/motor Mercedes-Benz. 
Las unidades que prestaban servicio tenían una antigüedad de unos 15 años y recién en el año 2012 comenzaron a llegar las nuevas unidades 0 km.
En 2014 y 2015 al 2021 se incorporan unidades Mercedes-Benz OF 1722, Mercedes-Benz OF 1721 y Mercedes-Benz OF 1418  desde Rosario Bus. Dichas unidades son de piso alto y carrozadas por La Favorita

## Puntos de interés
- Estación General Lemos
- Estación San Miguel
- Estación Bella Vista
- Plaza D. F. Sarmiento
- Buenos Aires Golf Club
- Hospital Dr. Raúl F. Larcade
- Municipalidad de San Miguel

## Ramales

### 740-13: San Miguel - Bº Parque San Miguel
Ida: Desde Peluffo y Belgrano. Peluffo, Av. Dr. Ricardo Balbín, Av. Papa Francisco, Blasco Ibáñez. Hasta Blasco Ibáñez e Int. Arricau.
Regreso: Blasco Ibáñez, Av. Papa Francisco, Av. Dr. Ricardo Balbín, José María Paz, Belgrano, Peluffo. Hasta Peluffo y Av. Dr. Ricardo Balbín.

### 740-21: San Miguel - Bº Mitre
Ida: Desde Peluffo y Belgrano. Peluffo, Av. Dr. Ricardo Balbín, Av. Papa Francisco, Defensa, Rodríguez Peña, Padre Ustarroz, Aristóbulo del Valle, Bramante.
Regreso: Caseros, Defensa, Aristóbulo del Valle, Padre Ustarroz, Rodríguez Peña, Defensa, Av. Papa Francisco, Av. Dr. Ricardo Balbín, José María Paz, Belgrano, Peluffo. Hasta Peluffo y Av. Dr. Ricardo Balbín.

### 740-54: San Miguel - Bº Santa Brígida
- por Tomás Edison

Ida: Desde Peluffo y Belgrano. Peluffo, Av. Dr. Ricardo Balbín, Leandro N. Alem, Belgrano, Av. Pte. Juan Domingo Perón, Pringles, Paunero, Int. Juan Irigoin, José M. Zapiola, Marcos Sastre, Av. Gaspar Campos, William C. Morris, Blasco Ibáñez, Las Delicias, Defensa, Tomás A. Edison, La Pinta. Hasta La Pinta y Marconi.
Regreso: La Pinta, Tomás A. Edison, Defensa, Las Delicias, Blasco Ibáñez, William C. Morris, Av. Gaspar Campos, Marcos Sastre, Constitución, Int. Juan Irigoin, Av. Pte. Juan Domingo Perón, Julio Argentino Roca, Domingo Faustino Sarmiento, Concejal Tribulato, Leandro N. Alem. Hasta Leandro N. Alem y Av. Dr. Ricardo Balbín.

### 740-14: Gral. Lemos - Bº Los Paraísos
- por Argüero

Ida: Desde José María Rosa y Hércules Binda. José María Rosa, Concejal Tribulato, Leandro N. Alem, España, Av. Pte. Juan Domingo Perón, Julio Argentino Roca, Leandro N. Alem, Int. Juan Irigoin, José M. Zapiola, Marcos Sastre, Av. Gaspar Campos, William C. Morris, Primera Junta, Pichincha, Cnel. L. M. Argüero, La Pinta, Concejal Tribulato. Hasta Concejal Tribulato y Martín García.
Regreso: Concejal Tribulato, La Pinta, Cnel. L. M. Argüero, Pichincha, Primera Junta, William C. Morris, Av. Gaspar Campos, Marcos Sastre, Constitución, Int. Juan Irigoin, Domingo Faustino Sarmiento, Av. Dr. Ricardo Balbín. Hasta Av. Dr. Ricardo Balbín y Av. Pte. Arturo Umberto Illia.

### 740-17: Gral. Lemos - Bº Santa Brígida
- por Paula Albarracín

Ida: Desde José María Rosa y Hércules Binda. José María Rosa, Concejal Tribulato, Leandro N. Alem, Av. Dr. Ricardo Balbín, Cnel. Manuel Fraga, Concejal Tribulato, José M. Zapiola, Av. Dr. Ricardo Balbín, Av. Papa Francisco, Paula Albarracín, Miguel Cané, Los Aromos, Murillo. Hasta Murillo y Sófocles.
Regreso: Murillo, Los Aromos, Miguel Cané, Maestro Eduardo Ferreyra, Av. Papa Francisco, Av. Dr. Ricardo Balbín. Hasta Av. Dr. Ricardo Balbín y Av. Pte. Arturo Umberto Illia.

### 740-49: Gral. Lemos - Bella Vista
- por San José - Bº Mariló - Mayor Irusta

Ida: Desde José María Rosa y Hércules Binda. José María Rosa, Concejal Tribulato, Leandro N. Alem, Av. Dr. Ricardo Balbín, Av. Papa Francisco, Paula Albarracín, España, Maestro Eduardo Ferreyra, San José, Isabel la Católica, Azcuénaga, Pedro Ignacio Rivera, Caseros, Isabel la Católica, Pardo, Américo Vespucio, Corrientes, Dr. Carlos Durand, Mayor Irusta, Av. Gaspar Campos, Av. Senador Moron. Hasta Av. Senador Morón y A. Piñero.
Regreso: Desde Av. Tte. Gral. Pablo Riccheri y Maipú. Av. Tte. Gral. Pablo Ricchieri, Av. Senador Morón, Av. Gaspar Campos, Mayor Irusta, Dr. Carlos Durand, Corrientes, Américo Vespucio, Pardo, Isabel la Católica, Caseros, Pedro Ignacio Rivera, Azcuénaga, Isabel la Católica, San José, Maestro Eduardo Ferreyra, Tomás Espora, Paula Albarracín, Av. Papa Francisco, Av. Dr. Ricardo Balbín. Hasta Av. Dr. Ricardo Balbín y Av. Pte. Arturo Umberto Illia.